# José Pastoriza
José Pastoriza (né le 23 mai 1942 à Rosario et mort le 2 août 2004 à Buenos Aires) est un footballeur international et entraîneur argentin.

## Biographie

### Le joueur
Après ses débuts à Rosario dans le club de sa ville natale, José Pastoriza poursuit sa carrière à Colon, puis au Racing Club de Buenos-Aires qui le transfère en 1966 pour des raisons financières au club voisin Independiente.
Avec Independiente, il gagne 3 championnats argentins (1967-1970-1971) et une coupe Libertadores en 1972.
Il est sacré meilleur joueur argentin en 1971.
Il rejoint ensuite l'AS Monaco en 1972 où il termine sa carrière de joueur en 1976.
Sur le terrain, il occupe le poste de milieu offensif.
Surnommé « El Pato » (le canard), à cause de sa démarche caractéristique, il laisse le souvenir d'un footballeur très brillant et très élégant techniquement, bien que parfois nonchalant.

### L'entraîneur
À son retour en Argentine, il entame une grande carrière d'entraîneur au sein de clubs argentins et sud-américains.
Avec Independiente, il remporte cette fois-ci en tant qu'entraîneur de nouveau 3 championnats argentins (1977-1978-1983), une coupe Libertadores en 1983 et une coupe Intercontinentale en 1984.
Il a dirigé également les équipes nationales du Salvador (1995-1996) et du Venezuela (1998-2000).

## Palmarès

### Comme Joueur
- Champion d'Argentine 1966 (Avellaneda)
- Champion d'Argentine 1967, 1970 & 1971 (CA Independiente)
- Vainqueur de la Copa Liberatores 1972 (CA Independiente)

### Comme entraîneur
- Champion d'Argentine 1977 & 1978 (CA Independiente)
- Vainqueur de la Coupe Intercontinentale 1984 (CA Independiente)
- Vainqueur de la Copa Liberatores 1984 (CA Independiente)
- Champion de  Rio 1985 (Fluminense)
- Coupe du Roi 1992 (Atletico Madrid)
- Champion de Bolivie 1994 (Bolivar La Paz)
- Champion de D2 Argentine 1998 (CA Talleres)